# 阿陀罗
阿陀罗，又作生眚宿，是印度占星学二十七宿（纳沙特拉）之一，与中国二十八宿的参宿相对应。
阿陀罗由罗睺统治，守护神为楼陀罗。它的联络星是参宿四（猎户座α）。
传统上，印度人为婴儿取名会以其出生时月亮所在的宿为依据，其名字的首字母是与这一宿对应的四个梵文字母之一。与阿陀罗相应的梵文字母分别为。